# 米尼霍夫-利包
米尼霍夫-利包是奥地利布尔根兰州延纳斯多夫县的一个市镇。总面积16.27平方公里，总人口1179人，人口密度72.5人/平方公里（2001年）。